# Hôtel des Narcisses

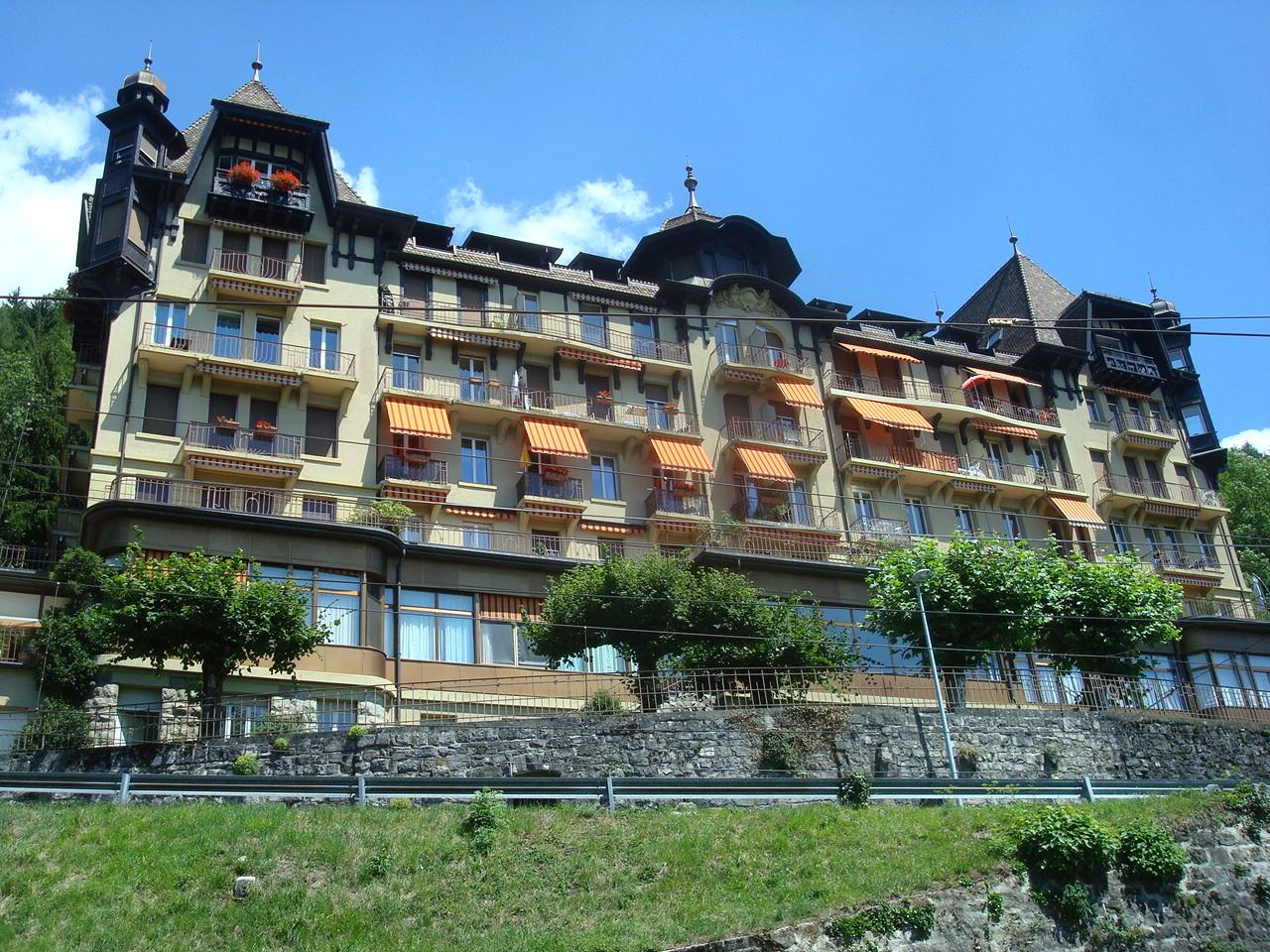
Voormalig hotel, nu appartementen

Hôtel des Narcisses was een groot hotel in Chamby in het kanton Vaud in Zwitserland. 
Het hotel werd in 1906-1907 gebouwd en lag aan een kleine spoorbaan die in 1902 was aangelegd. Het hotel dankte zijn naam aan de narcissen die overal in de bergen groeiden. Het had ook een mooi uitzicht over het Meer van Genève. Het was een geliefd hotel voor mensen die rust zochten, zoals de dochter van Fjodor Dostojevski, Aimée, die er van een ziekte kwam herstellen, maar anderen vonden het te afgelegen. Het hotel liep niet goed en werd verbouwd tot appartementen. 

## Oorlogsjaren
Het hotel werd tijdens de Tweede Wereldoorlog gehuurd door de Nederlandse overheid, die er vluchtelingen in onderbracht. 
Jack van Gorkom (Dordrecht, 1921 - Delft, 2000) en Piet van den Nieuwenhof (Dordrecht, 1920 - Sydney, 2009) werkten beiden op het gemeentehuis van Dordrecht. Jack ging twee keer als koerier naar Zwitserland. Die tweede reis maakte hij in 1942 met Piet en hun vriendinnen Li Batens en Alice Turkstra. Ze vertrokken uit Nederland op 25 november 1942 en wilden na die reis in Zwitserland blijven. Ze werden in Porrentruy door de Zwitserse grenspolitie opgepakt en op 1 december in een kamp in Büren an der Aare bij Bazel ondergebracht. Hier ontmoetten ze Huib en Beppie du Pon, en samen werden ze op 11 januari 1943 overgeplaatst naar Chamby. Daar troffen ze Bob Lans aan, wiens vader Wibo Sjerp Lans (1884-1943) voor het Parool werkte en op 5 februari 1943 op de Leusderheide werd gefusilleerd.  Li en Alice woonden in het hotel maar Jack en Piet werden, als gezonde en ongetrouwde mannen, naar een werkkamp in Cossonay gestuurd, waar ze een moeras moesten droogleggen.